# Marcus Köhler
Marcus Köhler (* 5. Januar 1967 in Coburg) ist ein deutscher Jurist und seit 2018  Richter am 5. Strafsenat des Bundesgerichtshofes.

## Leben
Köhler wuchs im fränkischen Mitwitz als Sohn des späteren langjährigen Landrates des Landkreises Kronach, Heinz Köhler, auf. Nach dem Besuch der Grundschule in Mitwitz ging Köhler auf das Kronacher Frankenwald-Gymnasium, wo er 1986 das Abitur ablegte. Anschließend absolvierte er seinen Wehrersatzdienst als Zivildienstleistender beim Kreisverband Kronach des Bayerischen Roten Kreuzes. An der Erlanger Friedrich-Alexander-Universität studierte Köhler Rechtswissenschaften und legte das erste Staatsexamen ab. Nach erfolgreich bestandenem Zweiten Staatsexamen trat Köhler mit Wirkung vom 1. Oktober 1998 in den höheren Justizdienst des Freistaates Sachsen ein und war als Richter am Amts- und Landgericht Leipzig tätig. 2001 schied er zunächst auf eigenen Wunsch aus dem Justizdienst aus und war bis Mitte 2002 als Rechtsanwalt tätig. 
Mit Wirkung vom 1. Juli 2002 trat Köhler in den höheren Justizdienst, nunmehr des Landes Hessen ein. Dort war er zunächst bei der Staatsanwaltschaft Kassel beschäftigt, wo er auch im Juni 2004 zum Staatsanwalt auf Lebenszeit ernannt wurde. Von Januar 2005 bis Mitte April 2007 erfolgte eine Abordnung an die Generalstaatsanwaltschaft Frankfurt am Main. Während dieser Tätigkeitsphase vertrat Köhler die Anklage in dem Fall des Kannibalen von Rotenburg. 
Im Anschluss an die Tätigkeit in Frankfurt wurde Köhler als wissenschaftlicher Mitarbeiter an die Bundesanwaltschaft abgeordnet. Dort erfolgte im März 2011 die Ernennung zum Staatsanwalt am BGH. Verbunden war damit die offizielle Versetzung an den Bundesgerichtshof. Dort war Köhler zunächst in der Terrorismusabteilung tätig. Zusätzlich wurde ihm ab Mai 2011 die Leitung des Pressereferats der Bundesanwaltschaft übertragen, die er bis 2014 innehatte. In diese Zeit fiel die Prozesseröffnung des sogenannten NSU-Prozesses. Zum 10. Juni 2013 folgte die Beförderung zum Oberstaatsanwalt beim BGH. 
Ab März 2015 wurde Köhler an das Bundesministerium der Justiz und für Verbraucherschutz abgeordnet. Dort war er federführend an dem Gesetzentwurf zur strafrechtlichen Vermögensabschöpfung beteiligt. Der Richterwahlausschuss des Bundesministerium der Justiz und für Verbraucherschutz wählte am 9. März 2017 12 neue Richter für den Bundesgerichtshof, darunter auch Köhler. Die Ernennung erfolgte am 13. Februar 2018 durch Bundespräsident Frank-Walter Steinmeier. Köhler wurde dem 5. Strafsenat mit Sitz in Leipzig zugewiesen.
Er wirkt seit der 61. Auflage am Kommentar Schmitt/Köhler zur Strafprozessordnung mit, der bis zur einschließlich 67. Auflage unter Meyer-Goßner/Schmitt firmierte und von Otto Schwarz begründet wurde.